# Црвена Звезда (футбольний клуб)
У Вікіпедії є статті про інші спортивні клуби з назвою Црвена Звезда (значення)
«Црве́на Зве́зда» (серб. Фудбалски клуб Црвена звезда / Fudbalski klub Crvena zvezda) — сербський футбольний клуб з Белграда, який є частиною Спортивного товариства «Црвена Звезда». «Црвена Звезда» є найтитулованішим клубом Сербії, що загалом завоював 66 титулів, зокрема 33 національних першості, 26 національні кубки, два Суперкубки Югославії, два Кубки Мітропи, один Кубок чемпіонів і один Міжконтинентальний кубок. Єдиний клуб в історії сербського та югославського футболу, який здобув Кубок європейських чемпіонів та Міжконтинентальний кубок, перегравши у 1991 році марсельський «Олімпік» у Барі, і, відповідно, чилійський клуб «Коло-Коло» у Токіо. У 1979 році «Црвена Звезда» також дійшла до фіналу Кубка УЄФА, де за сумою двох матчів поступилася менхенгладбаській «Борусії».
За даними соціологічних опитувань, «Црвена Звезда» є найпопулярнішим клубом Сербії та Белграда. Головним суперником клубу є «Партизан», з яким проводиться так зване «Вічне дербі» (серб. Вечити дерби / Večiti derbi), включене британською газетою «Дейлі мейл» до рейтингу 10 найвеличніших дербі в історії футболу.

## Історія

### Заснування і перші перемоги (1945—1951)
Після Другої світової війни спортивне життя на теренах Югославії фактично почалося з чистого аркушу. Замість зниклих футбольних клубів постали нові, подекуди ґрунтуючись на довоєнній основі. Одним з небагатьох клубів, що вижив у воєнні часи, була белградська «Югославія». У лютому 1945 року група членів Антифашистського союзу сербської молоді заснувала на базі «Югославії» Молодіжно-спортивне товариство, яке 4 березня отримало назву «Црвена Звезда». Згодом на базі товариства був заснований футбольний клуб, що отримав у власність стадіон, супроводжуючі об'єкти, значну частину гравців «Югославії», а також червоно-білий біколор.
Попри це, «Црвена Звезда» не була нащадком «Югославії», ба навіть її назва має власну історію. 4 березня заступники голови товариства, Слободан Чосич і Зоран Жуйович, обговорювали назву майбутнього клубу. Відкинувши більшість існуючих опцій («Младост», «Ударник», «Торпедо», «Динамо» і «Локомотива»), Чосич промовив: «Назвемо наше товариство Звезда!», на що Жуйович відповів: «Чудово. Коли вже Звезда, нехай буде Црвена». Фундація одностайно погодила назву і кольори «Звезди» — червоно-синьо-біла гама із п'ятикутною зіркою між червоною та білою площинами. Першу зустріч команда зіграла зі збірною Першого батальйону Другої бригади Корпусу народної оборони Югославії на стадіоні «Авала» — колишній арені «Юґославії» — за присутності 3 тисяч уболівальників, де «звездаші» здобули перемогу з рахунком 3:2. Тиждень потому «Црвена Звезда» зіграла з командою британської армії і розгромила її з рахунком 12:0.
Станом на 1945 рік «Звезда» відіграла 36 поєдинків, здобувши 30 перемог, 5 нічиїх і зазнавши поразки у матчі з Румунією, який відбувся 23 вересня у Тімішоарі. У 1948 році «Црвена Звезда» завоювала свій перший трофей, перемігши «Партизан» (3:0) у фіналі Кубка Югославії. Двома наступними сезонами «червоно-білі» закріпили свій успіх, перемігши за рік земунський клуб «Наша Крила» (3:2), а за два — загребське «Динамо» (3:0). У 1951 році клуб вперше став чемпіоном Югославії.

### Перші злети та падіння. Новий стадіон (1952—1966)
Сезон 1952/53 знову став переможним для «Црвени Звезди». Після цього керівництво клубу зазнало змін: його президентом став Душан Благоєвич, Слободан Чосич обійняв посаду генерального секретаря, а виконавчим директором став Аца Обрадович на прізвисько Доктор О. Саме під час їхнього правління «црвено-бели» створили нове покоління гравців, яке 5 років поспіль домінувало в першості Югославії, а в сезоні 1956/57 дійшло до півфіналу Кубка європейських чемпіонів, де поступилося «Фіорентині» за підсумками двох матчів (0:1). Наступного року «Звезда» здобула Кубок Мітропи.
Загалом нова генерація белградського клубу, до якої входили Владимир Дуркович, Владимир Беара, Драгослав Шекуларац, Райко Митич, Бора Костич, Владиця Попович, Бранко Станкович та інші, чотири рази поспіль тріумфувала в національній першості і двічі здобула Кубок країни, при цьому жодного разу не залишаючись без трофеїв впродовж п'яти поспіль сезонів. «Црвена Звезда» грала у швидкий атакувальний футбол, якій приніс їй значну популярність, — як в Югославії, так і у світі — а також заклав фундамент у подальших успіхах «Звезди».

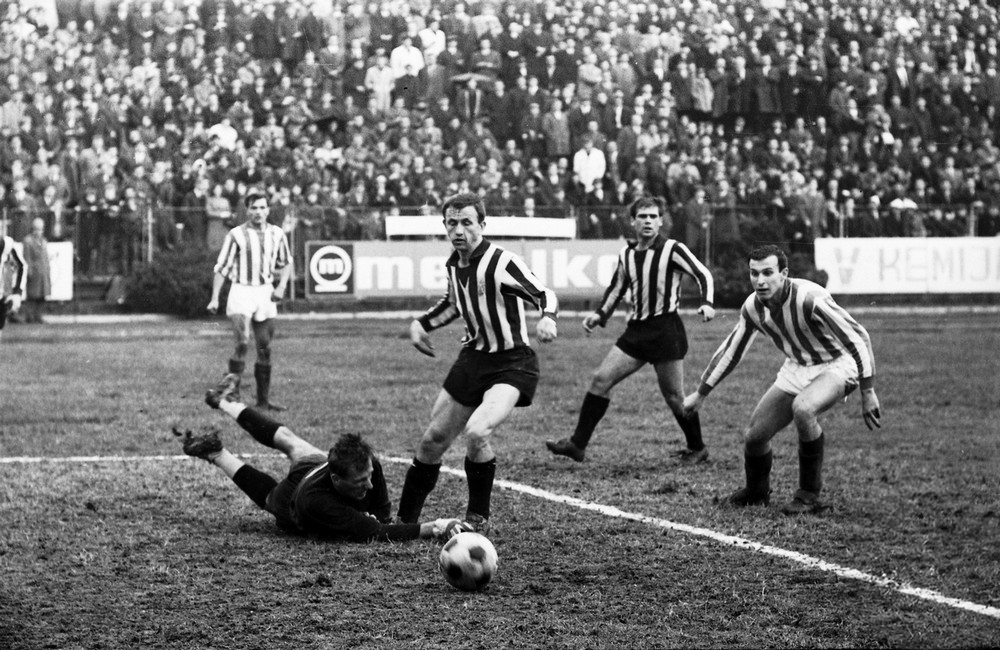
Гостьовий матч «Црвени Звезди» проти люблянської «Олімпії» у квітні 1966 року.

Наприкінці п'ятдесятих років «црвено-бели» вперше в своїй історії домінували в югославській першості. Проте впродовж наступних 7 років «Црвена Звезда» лиш раз тріумфувала в чемпіонаті і здобула один югославський Кубок, що не могло не відбитися на амбіціях белградського клубу. Апогеєм цього невтішного періоду був історичний антирекорд «Црвени Звезди» — 7 місце в сезоні 1962/63, не кажучи вже про чотири сезони поспіль нижче від 3 місця. Авторитетність «Звезди» вже тоді примітила вся Югославія, тому фанатам тяжко давалися їхні поразки. Бували випадки, коли вболівальники вибігали на поле й вимагали від гравців пояснень за погану гру, та зрештою вони мали на це підстави, оскільки в сумнозвісному сезоні 62/63 «Црвена Звезда» сумарно забила 21 гол, що дорівнювало половині показника «Воєводини», яка фінішувала на 12-му місці.
Менше з тим, «звездаші» досягли непоганих успіхів на міжнародній арені, дійшовши до півфіналу Кубка ярмарків, де поступились лише «Барселоні». Наступного року «Црвена» взяла реванш в каталонського клубу, але в 1/4 фіналу зазнала поразки від «Роми» з рахунком 2:3 за сумою двох матчів. Поруч із міжнародними успіхами, «Звезді» вдалось переїхати на новий стадіон, відкритий 1 вересня 1963 року у матчі з «Рієкою», який відразу ж був охрещений Мараканою через свою атмосферність, подібною до бразильського стадіону. У першому сезоні після новосілля «црвено-бели» здобули «золотий дубль». Та це була лише репетиція до нової сторінки життєпису белградського клубу.

### Ера Милянича (1966—1975)

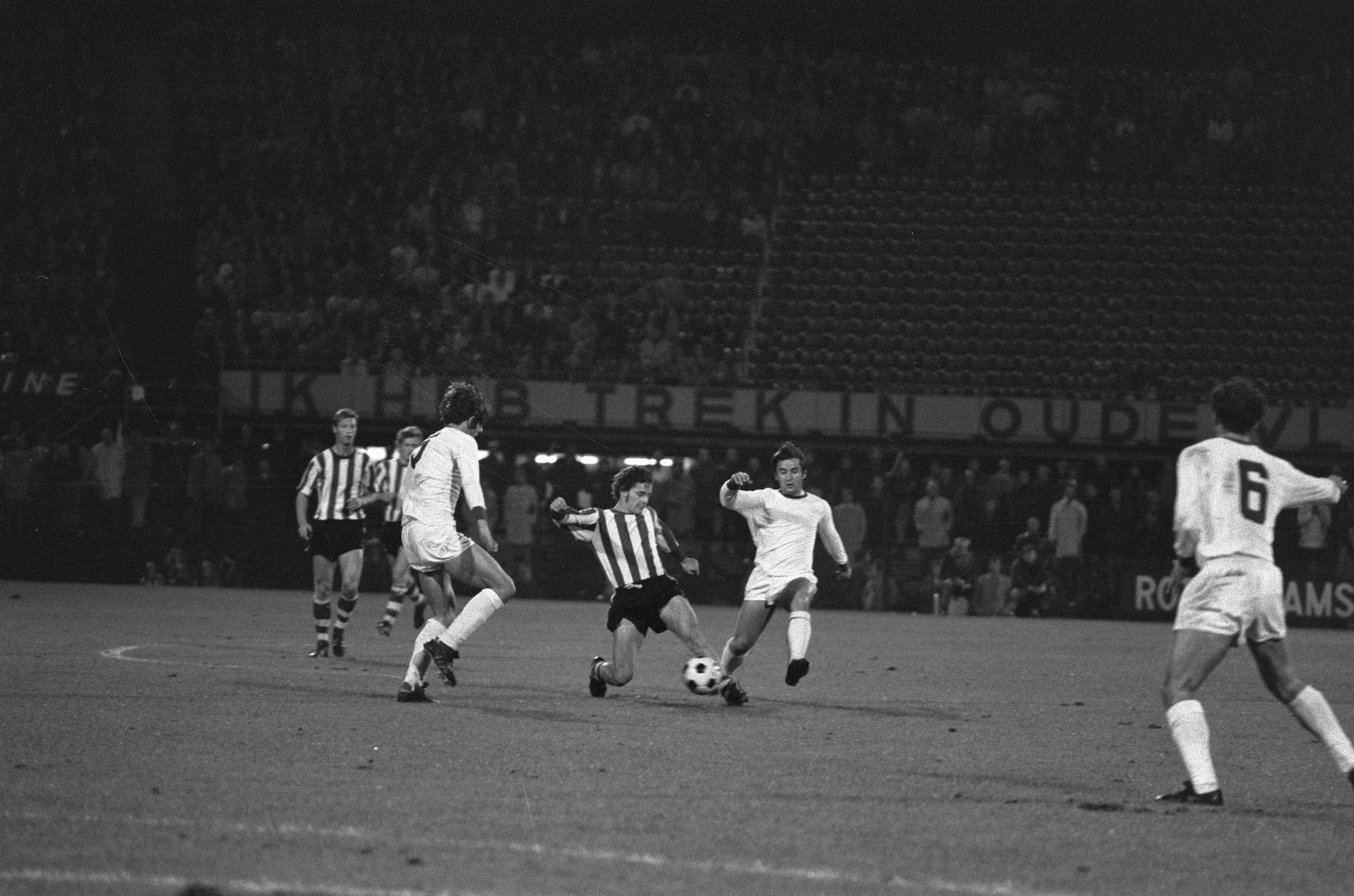
Матч 1/8 фіналу Кубка володарів кубків 1971/72 проти «Спарти» (Роттердам).

Влітку 1966 року «Црвену Звезду» очолив її екс-гравець Милян Милянич. Перший сезон з цим керманичем команда завершила на п'ятому щаблі регулярної першості. Зрештою, генерація на чолі з Драганом Джаїчем, одним із найвеличніших гравців у югославській історії і найпотужніших вінгерів світу, залишила глибокий слід у югославському футболі. Уперше за власну історію клуб тричі поспіль здобув чемпіонську звитягу, а кожен «звездин» уболівальник знав імена Ачимовича, Дуйковича, Джорича, Карасія, Лазаревича тощо. Тим часом «звездаші» так само гучно заявили про себе на ниві європейської першості, диктуючи стандарти гри, наслідувані клубами зі Східної Європи. Щоправда, в сезоні 1970/71 «Звезда» фінішувала в національній першості з другим найгіршим показником у власній історії (6 місце), та він був компенсований звитягою у Кубку Югославії. Разом із тим, «Црвена Звезда» досягла півфіналу Кубку європейських чемпіонів, де поступилася за сумою двох матчів афінському «Панатінаїкосу». У першій зустрічі, окрилені підтримкою 100 тисяч уболівальників, «црвено-белі» розгромили атенян (4:1), одначе поступилися 0:3 в атенському двобої. Позаяк «Звезда» здобула визнання європейського масштабу, а згодом і нову плеяду сербських молодих талантів, як-от Богичевич, Филипович, Янкович, а надто Владимир Петрович на прізвисько Голуб (серб. Пижон / Pižon).
Окрім того, «Црвена» грала в швидкий, атакувальний та дуже результативний футбол, який, природно, привертав увагу вболівальників. З вісьмох сезонів тренерства Мілянича «червоно-білі» сім разів ставали найрезультативнішим клубом Югославії (у 1972 їх на один гол випередив «Вележ»). У 1974 «Звезда» здолала «Ліверпуль» в 1/8 фіналу Кубку чемпіонів, ставши другим іноземним клубом після «Ференцварошу», що здолав мерсісайдців на «Енфілді», а також єдиним клубом XX століття, що зробив це в КЄЧ/Лізі чемпіонів. Однак у чвертьфіналі «звездаші» все ж поступилися майбутнім фіналістам турніру — мадридському «Атлетіко».
В наступному сезоні, який став останнім для Милянича, «Звезда» також досягла успіху на європейській ниві, щоправда, лише в Кубку володарів кубків. Проте тоді «црвено-бели» вперше в історії вийшли до його півфіналу, здолавши «Реал Мадрид» у другому чвертьфінальному матчі після 0:2 на «Бернабеу». В присутності 100 тисяч глядачів на «Маракані» Джаїч і Петрович знівелювали перевагу «вершкових», довівши матч до серії пенальті, в якій белградський клуб тріумфував — 6:5. Щоправда, в півфіналі «звездаші» програли «Ференцварошу», не спромігшись на м'яч у відповідь після голу угорців з пенальті на 83 хвилині у матчі-відповіді в Белграді, який зібрав 110 тисяч уболівальників за меншої на 14 тисяч кількості реалізованих квитків. У свою чергу, «Ференцварош» у фіналі поступився київським динамівцям на чолі із Лобановським.

### Збереження домінування і перший європейський фінал (1976—1986)
Перші два сезони після уходу Милянича були для «Звезди» менш вдалими. Але після приходу Гойко Зеца на посаду тренера клуб стабілізувався і в 1977 році «Црвена Звезда» знову святкувала здобуття звання чемпіона країни. Перший сезон з Гойко Зецом на чолі був буквально справжньою демонстрацією сили, титул було здобуто з перевагою в 9 очок над суперниками, що до того часу було найбільшою різницею в історії ліги. Нападники «Звезди» на чолі з Зораном Филиповичем забили суперникам по чемпіонату 67 м'ячів (за ними в списку йшов «Борац» з Баня-Луки з 53 забитими м'ячами). У наступному сезоні «Црвена Звезда» посіла друге місце в чемпіонаті і Зец покинув клуб.
З 1978 року почалась ера Бранко Станковича, чиє перебування на посаді головного тренера тривало чотири роки, і за цей час «Црвена Звезда» виграла три трофеї та зіграла в першому для себе великому європейському фіналі. У Кубку УЄФА 1978/79 белградці пройшли грізні «Арсенал», «Вест Бромвіч Альбіон» і «Герту» (Берлін) і вперше зіграла у фіналі європейського турніру. Там «Црвена Звезда» зустрілася з західнонімецькою «Боруссією» (Менхенгладбах), яка зіграла п'ять єврокубкових фіналів у 1973—1980 роках. Близько 90 000 уболівальників прийшли на трибуни у першому матчі в Белграді, і «Црвена Звезда» добре стартувала з голу Шестича на 21-й хвилині, але автогол Юришича на 60-й хвилині дав «Боруссії» невелику перевагу перед матчем-відповіддю. Ця гра проходила на «Рейнштадіоні» у Дюссельдорфі, де італійський арбітр Альберто Мікелотті на 15-й хвилині призначив спірний пенальті у ворота югославів, а данський футболіст Аллан Сімонсен вирішив долю матчу, забивши з «точки» єдиний гол у грі. Таким чином «Боруссія» виграла фінал із загальним рахунком 2:1.
Станкович виграв свій перший чемпіонський титул як тренер (до того він був чемпіоном чотири рази як гравець) у 1980 році, втім «Звезда» зазнала поразки від загребського «Динамо» у фіналі Кубка і не могла здобути золотий дубль, а наступного сезону захистила чемпіонський титул. Період тривалістю в одинадцяти років без трофею Кубка Югославії став найдовшим в історії клубу і завершився навесні 1982 року, коли «Црвена Звезда» перемогла у фіналі загребське «Динамо» із загальним рахунком 6:4 (2:2 у Загребі та 4:2 у Белграді). До того часу відбулася перша зміна тренера по ходу сезону з п'ятдесятих років, і Стеван Остоїч змінив Станковича. За цей період «Црвена Звезда» двічі виходила до чвертьфіналу Кубка європейських чемпіонів — у 1981 році її зупинив там міланський «Інтернаціонале», а в 1982 році бельгійський «Андерлехт».

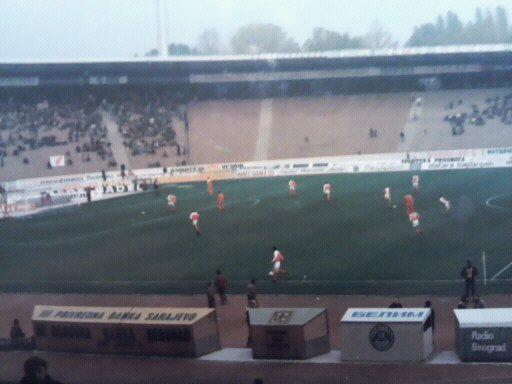
Домашній матч «Црвени Звезди» у жовтні 1983 року на домашньому стадіоні «Маракана».

1983 року Гойко Зец повернувся в клуб, заставши лише одного гравця з чемпіонського покоління, яке він тренував у 1977 році — Мілоша Шестича. Зец так само повторив успіх свого попереднього терміну, вигравши титул у першому сезоні. У наступному сезоні 1984/85 «Црвена Звезда» посіла четверте місце в таблиці, а через три роки знову виграла Кубок, перемігши у фіналі загребське «Динамо». Особливо після того, як Петрович і Савич пішли в сезоні 1982/83, Шестич став лідером нового покоління, гравцями якого були Івкович, Ельснер, Бошко і Мілко Джуровські, Мусемич, Милованович, Яняніин і Мркела. Завершення ери Гойко Зеца збіглося з найбільшим скандалом в історії югославського футболу — справою Шайбера, коли після перемоги 4:0 над «Железничаром» «Партизан» виграв свій чемпіонський титул сезону 1985/86 завдяки кращій, ніж у «Звезди» різниці забитих і пропущених м'ячів. Проте, Футбольний союз Югославії вирішив, що весь останній тур має бути переграний після звинувачень у тому, що певні матчі були договірними. «Партизан» відмовився переграти свій матч і титул дістався «Црвені Звезді». Однак, після низки звернень та судових розглядів, які, зрештою, привели до Югославського Конституційного суду, початкова підсумкова таблиця сезону 1985/86, в якій «Партизан» був на першому місці, була офіційно визнана в середині 1987 року.

### Клубний чемпіон Європи та світу (1986—1991)

#### Створення зіркової команди
Плани, пов'язані з європейськими успіхами «Звезди» і її зміцненням в Європі, почали реалізовуватися в середині 1980-х років. До того часу «Звезда» грала стабільно проти іноземних команд. Гравці, які складали першу команду, здебільшого були з молодіжної команди або були залучені з менших клубів країни. Тодішні керівники клубу Драган Джаїч і Владимир Цветкович прийняли рішення додати найкращих місцевих гравців до існуючої молодіжної команди. Таким чином «Црвена Звезда» могла б конкурувати з найсильнішими європейськими командами та претендувати на європейські трофеї.
Вже в 1986 році почалася реалізація їхнього плану, і першим підсиленням «Звезди» стали Борислав Цветкович і Миливой Брачун з «Динамо» (Загреб) та Драган Стойкович з «Радничок» (Ниш). У 1987 році до клубу прийшли Драгиша Бинич з «Радничок» і Роберт Просинечки з «Динамо» (Загреб), а Деян Савичевич з «Будучності» (Тітоград) і Дарко Панчев з «Вардара» (Скоп'є) приєднались до белградців у 1988 році. Останнім великим трансфером для клубу став длсвідчений Міодраг Белодедич в 1989 році, який за кілька років до того з румунським клубом «Стяуа» виграв Кубок європейських чемпіонів.
У сезоні 1988/89 «Црвена Звезда» зіграла у Кубку європейських чемпіонів проти італійського «Мілана» (який став переможцем турніру в тому сезоні), де обидві гри завершилися внічию 1:1, але «Мілан» пройшов по пенальті, а у сезоні 1989/90 «Црвена Звезда» грала в Кубку УЄФА, де в третьому раунді програла «Кельну» із загальним рахунком 2:3.
Влітку 1990 року тренера Драгослава Шекулараца, який виграв «золотий дубль», змінив Любко Петрович. До команди повернувся Владимир Югович, який до того був в оренді в «Раді», однак колишній капітан Драган Стойкович покинув «Звезду» і перейшов до «Марселя», команди, з якою «Звезда» зіграє у фіналі Кубка європейських чемпіонів наступного року. Найбільше підсилення прийшло з «Воєводини», звідки перейшов Синиша Михайлович, трансфер якого був рекордним у Югославії того часу.

#### Сезон 1990/91

«Црвена Звезда» у сезоні 1990/91 перед фіналом Кубка чемпіонів 1991.
Верхній ряд (зліва направо): Стеван Стоянович (к.), Синиша Михайлович, Роберт Просинечки, Міодраг Белодедич, Ілія Найдоський, Слободан Марович;
нижній ряд: Владимир Югович, Драгиша Бинич, Дарко Панчев, Деян Савичевич, Рефік Шабанаджович.

«Црвена Звезда» розпочала свою кампанію за Кубок європейських чемпіонів з великими амбіціями. У попередні чотирнадцять років вона регулярно грала в єврокубковій весні і на той час була однією з найкращих команд Східної Європи.
У Кубку європейських чемпіонів того сезону у першому раунді «Црвена Звезда» отримала швейцарську команду «Грассгоппер», яку очолював Оттмар Гіцфельд, а на полі грали зірки швейцарського футболу Ален Сюттер та Чіріако Сфорца. У першому матчі на белградській «Маракані» рахунок був 1:1 — на гол Петера Кецле господарі відповіли точним ударом Драгиши Бинича, але у другому матчі в Цюриху «Црвена Звезда» переконливо перемогла з рахунком 1:4 завдяки дублю Просинечки та голам Дарко Панчева і Душко Радиновича. У наступному раунді «Црвена Звезда» теж легко пройшла шотландську команду «Рейнджерс». У першому матчі розгром з рахунком 3:0 розпочав автогол Джона Брауна, після якого знову відзначились Просинечки та Панчев, а у другому матчі на стадіоні «Айброкс» рахунок знову відкрили югослави завдяки голу Панчева, на який шотландці спромоглись відповісти лише одним м'ячем Аллі Маккойста, тож «Црвена Звезда» пройшла далі і 15 раз поспіль потрапила до єврокубкової весни.
Там в чвертьфіналі белградці вийшли на останнього чемпіона Східної Німеччини «Динамо» (Дрезден). Перший матч знову був зіграний у Белграді, і «Звезда» знову виграла його з рахунком 3:0 завдяки голам Просинечки, Бинича, Савичевича. У другому матчі на 78-й хвилині, коли «Црвена Звезда» вела з рахунком 2:1, вболівальники «Динамо» почали заворушення на трибунах і закидали поле предметами, які потрапили у гравця «Црвени Звезди» Просинечки, який збирався виконати кутовий та асистента арбітра на бічній лінії, що стояв поряд. Після кількох хвилин безуспішних спроб заспокоїти вболівальників арбітр матчу Еміліо Соріано Аладрен наказав командам покинути поле, і поєдинок так і не відновився. На дисциплінарному слуханні через кілька днів УЄФА присудив технічну перемогу «Црвені Звезді» з рахунком 3:0 і відсторонив «Динамо» від єврокубків на рік.
У півфіналі белградцями випала ще одна німецька команда, на цей раз мюнхенська «Баварія». У першому матчі, зіграному на Олімпійському стадіоні в Мюнхені, господарі відкрили рахунок завдяки голу Роланда Вольфарта, але завдяки голам Панчева та Савичевича «Црвена Звезда» виграла 2:1. Друга гра на «Маракані» стала однією з найбільш захоплюючих дуелей, які «Звезда» проводила на своєму стадіоні. Рахунок у тій грі відкрив Михайлович, втім у другому таймі німці Клаус Аугенталер та Манфред Бендер забили два голи, встановивши рівний рахунок за сумою двох матчів. Розв'язка настала на 90 хвилині, коли той самий Аугенталер відзначився автоголом, завдяки чому «Црвена Звезда» вийшла до фіналу.

##### Фінал Кубка європейських чемпіонів 1991 року
Після перемоги над мюнхенською «Баварією» команда повністю зосередилася на фінальній грі, яку «Звезда» мала провести проти чемпіона Франції «Марселя» 29 травня в італійському місті Барі на новому тоді стадіоні «Сан-Нікола», який був побудований для чемпіонату світу 1990 року. За тиждень до матчу команда вирушила до Італії, щоб краще підготуватись до гри. Очікувалось, що гра буде результативною, адже «Звезда» забила 18 голів у попередніх 8 іграх турніру, а «Марсель» — 20 голів у стількох же матчах. Проте тренери обох команд обрали тактику захисту.

Гравці «Црвени Звезди» святкують з трофеєм перемогу у фіналі Кубка чемпіонів 1991 року.

Основний час матчу завершився з рахунком 0:0, після чого був зіграний додатковий час, де теж не було голів. Потім настав час післяматчевих пенальті. Усі п'ять гравців югославів, які і почали серію, свої удари реалізували, а у «Марселя» Мануель Аморос не реалізував перший же пенальті, тож п'ятий гравець «Марселя» навіть не пробивав свій удар після голу Дарко Панчева, завдяки чому белградці виграли серію пенальті 5:3 і стали першим клубом з Югославії, який виграв титул чемпіона Європи, а також лише другою командою після румунської «Стяуа» зі Східної Європи, яка виграла цей турнір.

#### Суперкубок Європи 1991 року
Як переможці Кубка чемпіонів «Црвена Звезда» мала зіграти з володарем Кубка володарів кубків 1990/91, англійським «Манчестер Юнайтед». Спочатку планувалося, що фінал буде складатися з двох ігор, як це було в попередніх розіграшах Суперкубка. Однак через початок війни в Югославії англійці відмовились грати в Белграді (хоча бойових дій у самій Сербії не було). Зрештою, УЄФА вирішив зіграти лише один матч (третій подібний випадок в історії змагань) на стадіоні «Юнайтед» «Олд Траффорд». Обидва клуби дебютували в Суперкубку Європи, при цьому це була перша зустріч між командами з сумнозвісного чвертьфіналу Кубка чемпіонів 1957/58. Після того, як «Звезда» виграла той матч із загальним рахунком 5:4, літак, на борту якого перебувала команда «Юнайтед», розбився під час зльоту в аеропорту Мюнхена. Тодішній тренер «Манчестер Юнайтед» сер Метт Басбі спостерігав за грою Суперкубка з трибун, а тренер «Црвени Зірка» Владица Попович був частиною команди, яка грала проти «Юнайтед» у 1958 році.
Вже на старті гри «Манчестер Юнайтед» мав перший шанс у грі на другій хвилині, коли арбітр Маріо ван дер Енде призначив пенальті, коли після удару Гарі Паллістера був заблокований рукою центрального захисника «Црвени Звезди» Міодрага Белодедича, який отримав жовту картку за гру рукою. Втім капітан «Манчестер Юнайтед» Стів Брюс не зміг переграти з «точки» голкіпера «Црвени Звезди» Звонка Милоєвича, який відбив м'яч. Через чотири хвилини «Юнайтед» мав ще один шанс забити, коли Милоєвич відбив удар Марка Г'юза. Натомість у «Црвени Звезди» небезпечні моменти мали форварди Деян Савичевич і Дарко Панчев, але і їм не вдалося переграли голкіпера «Юнайтед» Петера Шмейхеля, і рахунок після першого тайму залишився 0:0.
На початку другого тайму балканці продовжували контролювати гру, граючи першим номером. Натомість «Юнайтед», граючи в контратаці, почав досягати більших успіхів. На 67-й хвилині Ніл Вебб пробив у штангу воріт "Звезди", від якої м'яч відскочив до Браяна Макклера, який з близької відстані вправив його у порожні ворота. Після голу «Манчестер Юнайтед» заграв краще і мав шанси подвоїти свою перевагу, втім більше жодна команда м'ячів не забила

#### Міжконтинентальний кубок 1991 року
Через місяць, 8 грудня того ж року на Національному стадіоні в Токіо перед 60 тисячами глядачів «Црвена Звезда» зустрічалась з чилійським клубом «Коло-Коло», переможцем Кубка Лібертадорес-1991, у Міжконтинентальному кубку 1991 року. Після успіху в Барі команду покинула значна кількість гравців, зокрема Бинич, Марович, Просинечки, Шабанаджович та Стоянович, а також тренер Любко Петрович. Незважаючи на це «Црвена Звезда» виграла з рахунком 3:0 і стала клубним чемпіоном світу. При цьому другий тайм югослави провели в меншості, оскільки Деян Савичевич був вилучений на 43-й хвилині. Найкращим гравцем матчу став Владимир Югович, а останній гол у грі забив Дарко Панчев.
Вважається, що саме після цієї перемоги белградського клубу виникло гасло Сербія до Токіо (серб. Srbija do Tokija / Србија до Токија).
Це досягнення стало вершиною усього сербського та югославського футболу, а також так званого Покоління-1991 (серб. Генерација 1991), яке так і не змогло повноцінно розкритись, оскільки того ж року розпочались Югославські війни і футбол у регіоні відійшов на другий план.

#### Період занепаду (1992—1999)
У сезоні 1991/92 відбувся останній чемпіонат СФР Югославії, який показав наступаючи проблеми. Через війну за «червоно-білих» не грало майже усе чемпіонське покоління, а головні суперники, «Динамо» (Загреб) та «Хайдук» взагалі відмовились брати участь у чемпіонаті, як і інші клуби з Хорватії та Словенії. Чемпіонат Югославії проходив у важких умовах, а після початку війни в Боснії та Герцеговині на початку 1992 року боснійські команди також покинули змагання до його завершення. В результаті «Црвена Звезда» захистила титул, це був її третій поспіль тріумф у внутрішньому чемпіонаті, що белградцям вдалося зробити вперше після епохи Милянича.

Гравці «Црвени Звезди» перед матчем Кубка чемпіонів 1991/92 проти «Сампдорії».
Верхній ряд (зліва направо): Ілія Найдоський (к), Звонко Милоєвич, Влада Стошич, Синиша Михайлович, Душко Радинович, Горан Василєвич;
нижній ряд: Владімір Югович, Владан Лукич, Дарко Панчев, Ілія Івич, Саша Неделькович.

Крім того, «Црвені Звезді» довелося захищати трофей чемпіона Європи поза межами своєї країни через війну в Югославії, не зважаючи на те, що у самій Сербії бойові дії не велися. Того сезону УЄФА змінив форму Кубка чемпіонів, вперше запровадивши груповий етап, у якому брали участь вісім найкращих команд континенту. На шляху до групового етапу «Црвена Звезда» легко пройшла північноірландський «Портдаун» та кіпрський «Аполлон», а суперниками по групі отримали «Сампдорію», «Андерлехт» та «Панатінаїкос». Там вже у першому матчі югослави програли в гостях «Сампдорії» з рахунком 0:2, таким чином перервавши свою серію з 17 матчів без поразок (п'ята за тривалістю серія без поразок в елітному єврокубку), після якої белградці здобули три перемоги: проти «Андерлехта» в Будапешті та «Панатінаїкоса» — в Афінах і Софії. Ключову формально домашню гру четвертого туру «Црвена Звезда» зіграла проти «Сампдорії» в Софії, відкривши рахунок завдяки голу Синиши Михайловича, але втратила перевагу і зазнала поразки з рахунком 1:3, через що італійський клуб посів перше місце у групі і вийшов до фіналу, а для белградців це став кінець довгої ери, в якій «Црвена Звезда» за 22 роки 11 разів проходила до весняних раундів Кубка чемпіонів та грала 24 сезони поспіль в одному з європейських турнірів.
Наприкінці травня 1992 року ООН ввела проти країни санкції та виключила югославський футбол з міжнародної арени, через що югославські клуби не брали участь у єврокубках до 1995 року, а збірна пропустила континентальну і світову першість. Розпад Югославії, громадянська війна (1992—1995), інфляція та санкції ООН сильно вдарили по місцевому футболу і «Црвені Звезді» зокрема. Однак вони захистили свій титул і вдруге зробили чемпіонський хет-трик (вперше з епохи Мільяніча), але вже у фіналі Кубка, який виграв «Партизан», було зрозуміло, що на клуб чекають важкі дні. В результаті до кінця століття команда здобула лише одне чемпіонство — у 1995 році. Крім того белградська команда змушена була будувати цілком нову команду, лідерами якої стали Деян і Йован Станковичі, Дарко Ковачевич, Периця Огненович, Горан Джорович, Деян Стефанович, Ненад Сакич, Братислав Жимвкович, Небойша Крупникович, Деян Петкович, Звонко Милоєвич, Митко Стойковський та інші, а Любко Петрович знову став головним тренером.
Перша ліга СР Югославії вже не мала такої якості, як попередні змагання через війну та перехід ряду провідних команд до власних національних чемпіонатів, через що кількість глядачів значно скоротилася, а сам турнір мав великі проблеми. Так чемпіоном у сезоні 1997/98 став «Обілич», команда, яка дебютувала в лізі того ж сезону, а наступний сезон взагалі не був завершений через війну в Косово, а «Црвена Звезда» фінішувала на третьому місці, що стало найгіршим рейтингом клубу за останні двадцять років.

#### Відновлення успіхів (1999—2008)
Літо 1999 року стало відродженням для клубу. Незабаром після завершення бомбардування Югославії силами НАТО «Црвена Звезда» виграла фінал Кубка 1999 року, перемігши у фіналі «Партизан» з рахунком 4:2. Однак після невдалого старту в наступному сезоні тренера Милолюба Остоїча було звільнено та замінено Славолюбом Мусліним. За два сезони в «Звезді» він зумів вибудувати якісний захист і кількість пропущених м'ячів зменшилася вдвічі. «Црвена Звезда» пропустила лише 19 голів у 40 іграх чемпіонату сезону 1999/00, здобувши золоті медалі з рекордним результатом 33-6-1 (перемоги-нічиї-поразки). Чемпіонство було здобуто практично на Юріїв день, коли «Обилич» зазнав поразки на «Маракані», а в тому турі «Партизан» зумів здобути лише одне очко в грі проти «Радничок» з Крагуєваця. У березні, квітні та травні «Црвена Звезда» виграла всі 20 матчів чемпіонату та Кубка.
У наступному сезоні белградці захистили чемпіонський титул, після чого Муслін покинув тренерську посаду у вересні 2001 року. Надалі «Црвені Звезді» не вдавалось виграти титул протягом наступних двох сезонів аж до повернення Мусліна влітку 2003 року. У сезоні 2003/04 клуб встановив новий рекорд, пропустивши лише 13 голів у 30 іграх, і виграв свій двадцять четвертий титул чемпіона Югославії.

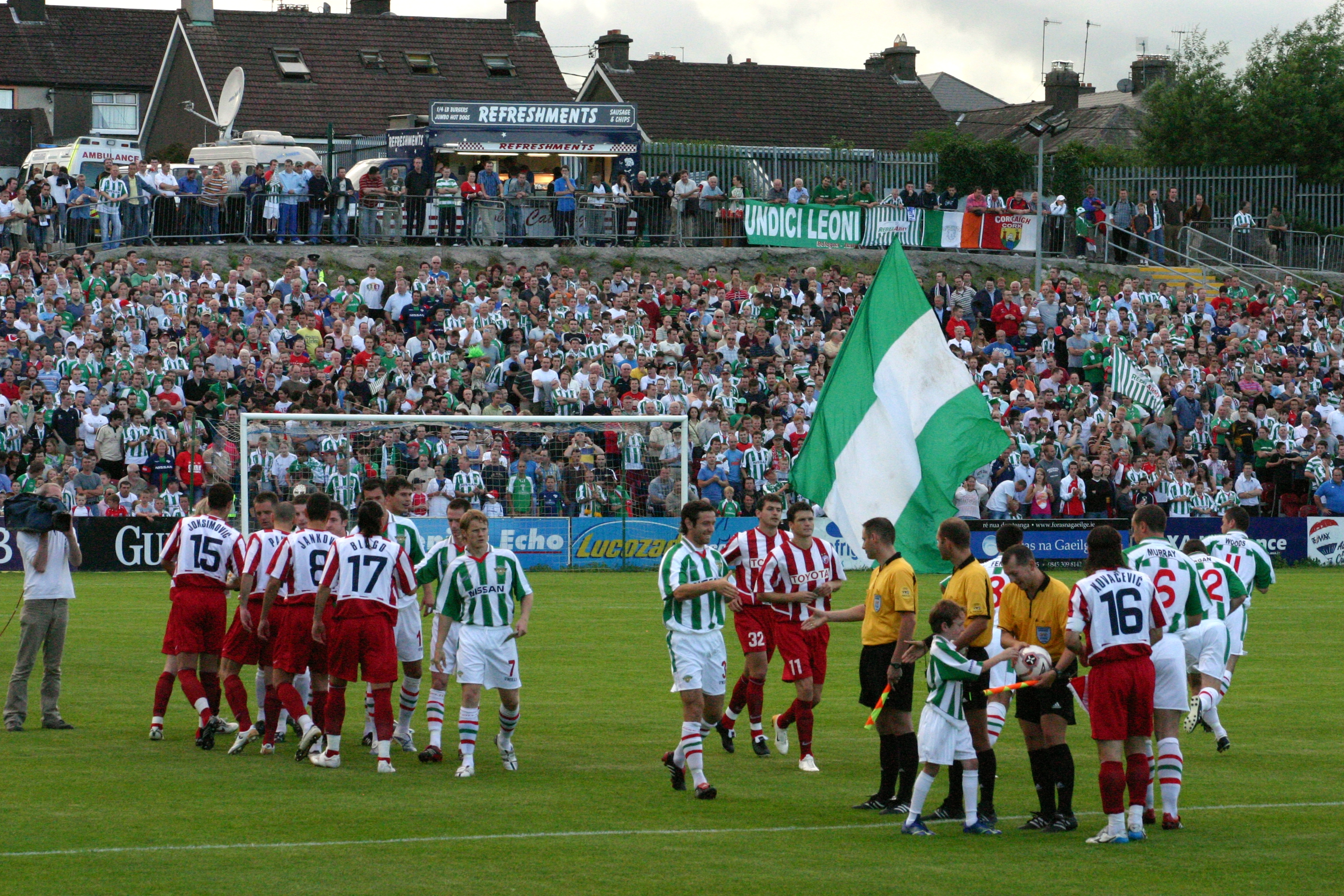
Відбірковий матч Ліги чемпіонів 2006/07 проти ірландського «Корк Сіті».

Влітку того ж року клуб знову очолив Любко Петрович, втім сезон 2004/05 приніс «Црвені Звезді» нестабільність, оскільки 1 жовтня 2004 року президент клубу Драган Джаїч пішов у відставку після більш ніж 20 років на чолі клубу. В результаті «Црвена Звезда» посіла друге місце в чемпіонаті, уступивши золото «Партизану», а також програла фінал Кубка 2005 року скромному «Железнику», для якого це був перший трофей в історії.
6 липня 2005 року збори «Црвени Звезди» переважною більшістю голосів проголосували за Драгана Стойковича на посаду нового президента клубу, який вже 22 липня представив нового головного тренера, яким став італієць Вальтер Дзенга і це був перший випадок в історії, коли «Звезду» очолив іноземний тренер. У першому ж сезоні італієць зумів виправити ситуацію у клубі і команда виграла останній розіграш чемпіонату Сербії і Чорногорії, а у Кубку УЄФА 2005/06 «Црвена Звезда» сенсаційно перемогла «Рому» з рахунком 3:1 завдяки дублю Николи Жигича.

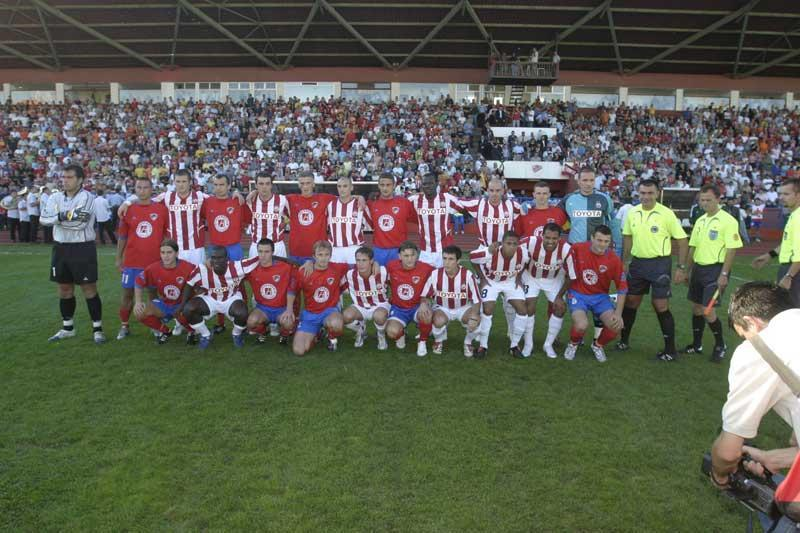
Футболісти обох команд перед матчем «Борац» — «Црвена Звезда». 2006 рік.

Дзенга пішов з клубу у травні 2006 року, після чого команду очолив Душан Баєвич, який тренував белградців протягом більшої частини сезону 2006/07 років, першого чемпіонату незалежної Сербії, який утворився після того як Чорногорія проголосила незалежність. 10 березня 2007 року «Црвена Звезда» програла вдома «Воєводіні» з рахунком 0:3, через що Баєвич покинув посаду. Наприкінці того сезону «Црвена Звезда» все одно фінішувала на першому місці у чемпіонаті, а командою керував Бошко Джуровський. Втім після того, як «Црвена Звезда» програла естонській «Левадії» у матчі другого кваліфікаційного раунду Ліги чемпіонів 8 серпня 2007 року, адміністрація клубу звільнила тренера лише через п'ять місяців після призначення. Джуровського змінив Милорад Косанович, який вже тренував «Црвену Звезду» в 1997—1998 роках. Косанович вивів команду до групового раундду Кубок УЄФА 2007/08, але менш ніж за два тижні до початку цього етапу Драган Стойкович залишив посаду президента клубу. 20 листопада 2007 року його замінив Топлиця Спасоєвич.
У першому матчі групового етапу «Црвена Звезда» програла «Баварії» вдома з рахунком 2:3, а два голи за «Баварію» забив 17-річний Тоні Кроос, а у наступному «Црвена Звезда» програла «Арісу» з рахунком 0:3, після чого Косанович пішов у відставку 8 листопада 2007 року. Через постійну зміну тренерів «Црвена Звезда» посіла останнє місце в групі, програвши всі матчі групового етапу. Крім того, їм не вдалося захистити титул чемпіона, оскільки «Црвена Звезда» посіла друге місце після Партизана. Надалі у команди починались невдалі часи і «Црвена Звезда» не вигравала чемпіонат ще шість років.

#### Чергова криза (2009—2016)
У квітні 2009 року кілька керівників клубу швидко змінювали один одного через адміністративну та фінансову кризу. 23 квітня 2009 року Ден Тана пішов у відставку з поста президента «Црвени Звезди». Менш ніж через місяць правління «Црвени Звезди» проголосувало за Владана Лукича новим президентом клубу. Опозиція Лукичу на зборах «Црвени Звезди» була значною; із 75 загальних поданих голосів Лукич отримав лише 30. 3 червня 2009 року Владимир Петрович був призначений новим тренером Црвени Зірки перед сезоном 2009/10. Хоча «Црвена Звезда» розпочала сезон добре, осінь не пройшла без проблем. 30 жовтня 2009 року Державний прокурор Сербії Слободан Радованович висунув звинувачення проти Лукича за те, що він носив светр із текстом пісні про хуліганство, і рекомендував йому більше не виконувати обов'язки президента «Црвени Звезди». Лукич виправдовувався, стверджуючи, що він законно купив светр у магазині і що ціна, яку він заплатив за светр, включала державне мито.

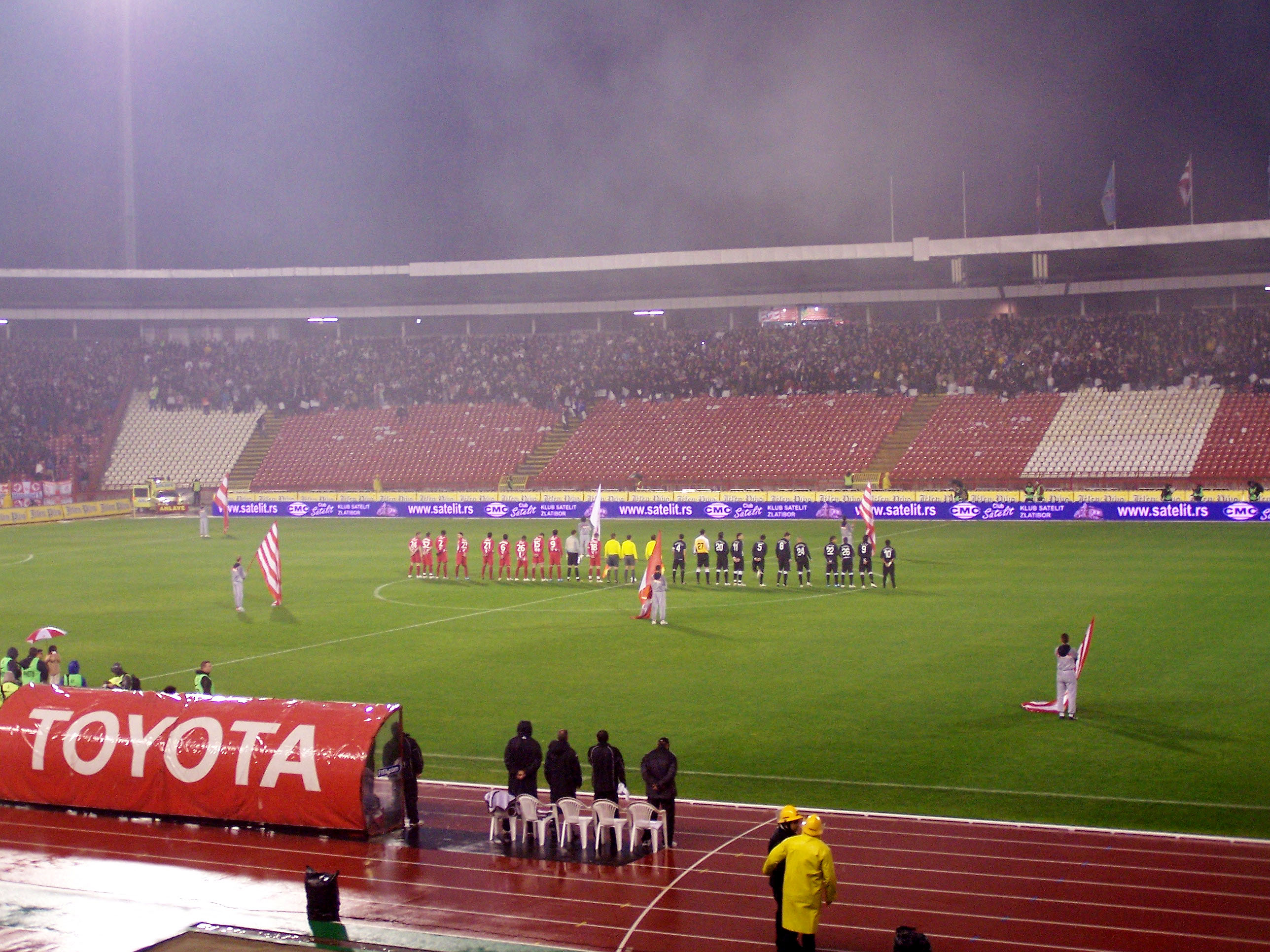
Гравці перед Вічним дербі «Црвена Звезда» — «Партизан». 2009 рік.

На початку 2010 року фінансова ситуація «Црвени Зірки» була такою, що клуб почав приймати пожертвування через мобільні текстові повідомлення до фонду під назвою «За мою Звезду» (Za moju Zvezdu). Номер, на який користувачі мобільних телефонів могли надсилати текстові повідомлення про пожертви, було розміщено замість генерального спонсора на футболці команди. Незважаючи на фінансову кризу, «Црвена Звезда» все ще зберігала перше місце в турнірній таблиці протягом більшої частини сезону 2009/10. Вони все ще на два очки випереджали «Партизан» у турнірній таблиці, коли правління «Црвени Зірки» погодилося розірвати контракт Петровича та замінити його на Ратко Достанича через два дні після того, як «Црвена Звезда» програла з рахунком 1:2 у виїзному матчі проти «Металаца». Зрештою «Црвена Звезда» втратила перше місце після Вічного дербі 8 травня 2010 року, яке «Партизан» виграв на своєму стадіоні з рахунком 1:0. Через це «Црвена Звезда» завершила сезон 2009/10 на другому місці в турнірній таблиці національного чемпіонату.
9 липня 2010 року «Црвена Звезда» підписала п'ятирічний контракт спонсорства з російською компанією «Газпром нефть», проте подробиці вартості контракту не розголошувалися. Одна з умов, на якій наполягав «Газпром», полягала в тому, що 23 % контрактів нових гравців мали належати молодіжній школі «Црвени Звезди».
На початку червня 2010 року було започатковано членство в клубі, а з 22 жовтня 2010 року новий Статут клубу дав можливість кожному члену, який сплатив членський внесок, брати участь у виборах нового президента. 9 грудня 2010 року тренером «Црвени Звезди» став Роберт Просинечки, гравець «золотого покоління» клубу. До того як очолити червоно-білих, Просинечки працював асистентом хорватського тренера Славена Билича. На початку було питання, чи зможе він працювати тренером у «Звезді», оскільки у нього не було необхідної тренерської ліцензії. Тієї зими, серед інших, червоно-білих підсилили: Евандро, Крістіан Мартінес Борха, Андрія Калуджерович, Лі Адді та ін. На той момент «Звезда» займала друге місце в турнірній таблиці й відставала від «Партизана» на п'ять очок. Просинечки не зумів змінити ситуацію і наприкінці сезону 2010/11 «Звезда» не змогла виграти титул і посіла друге місце в таблиці. В останньому турі вони перемогли «Воєводину» з рахунком 2:0 у 20-ту річницю європейського тріумфу в Барі. З цією позицією в турнірній таблиці «Црвена Звезда» гарантувала собі участь у третьому раунді кваліфікації Ліги Європи. Суперником стала латвійська команда «Вентспілс». Першу гру на виїзді «Звезда» виграла з рахунком 2:1, а в другій перемогла з рахунком 7:0. При цьому на першу гру гравці та тренерський штаб червоно-білих летіли тим же літаком, що й футболісти покоління 1991 року летіли до Барі на фінальний матч Кубка європейських чемпіонів. Наступним суперником, якого «Звезда» мала перемогти, щоб потрапити до групи Ліги Європи, був «Ренн». Проте в обох матчах виграла команда з однойменного французького міста. У першому матчі на Маракані було 1:2, а в другому 4:0 на користь «Ренна». У сезоні 2011/12 «Црвена Звезда» знову посіла друге місце в Суперлізі, але зуміла виграти Кубок Сербії, обігравши у фіналі «Борац» з рахунком 2:0.
14 листопада 2012 року президент клубу Владан Лукич пішов у відставку після трьох з половиною років очолювання клубу, і в той же день була сформована робоча група на чолі з Драганом Джаїчем для управління ФК «Црвена Звезда» до нових виборів. 19 грудня 2012 року члени зборів «Црвени Звезди» переважною більшістю проголосували за те, щоб Джаїч знову став президентом «Црвени Звезди». Метою робочої групи було передусім відновлення діяльності клубу, який був у величезних боргах.

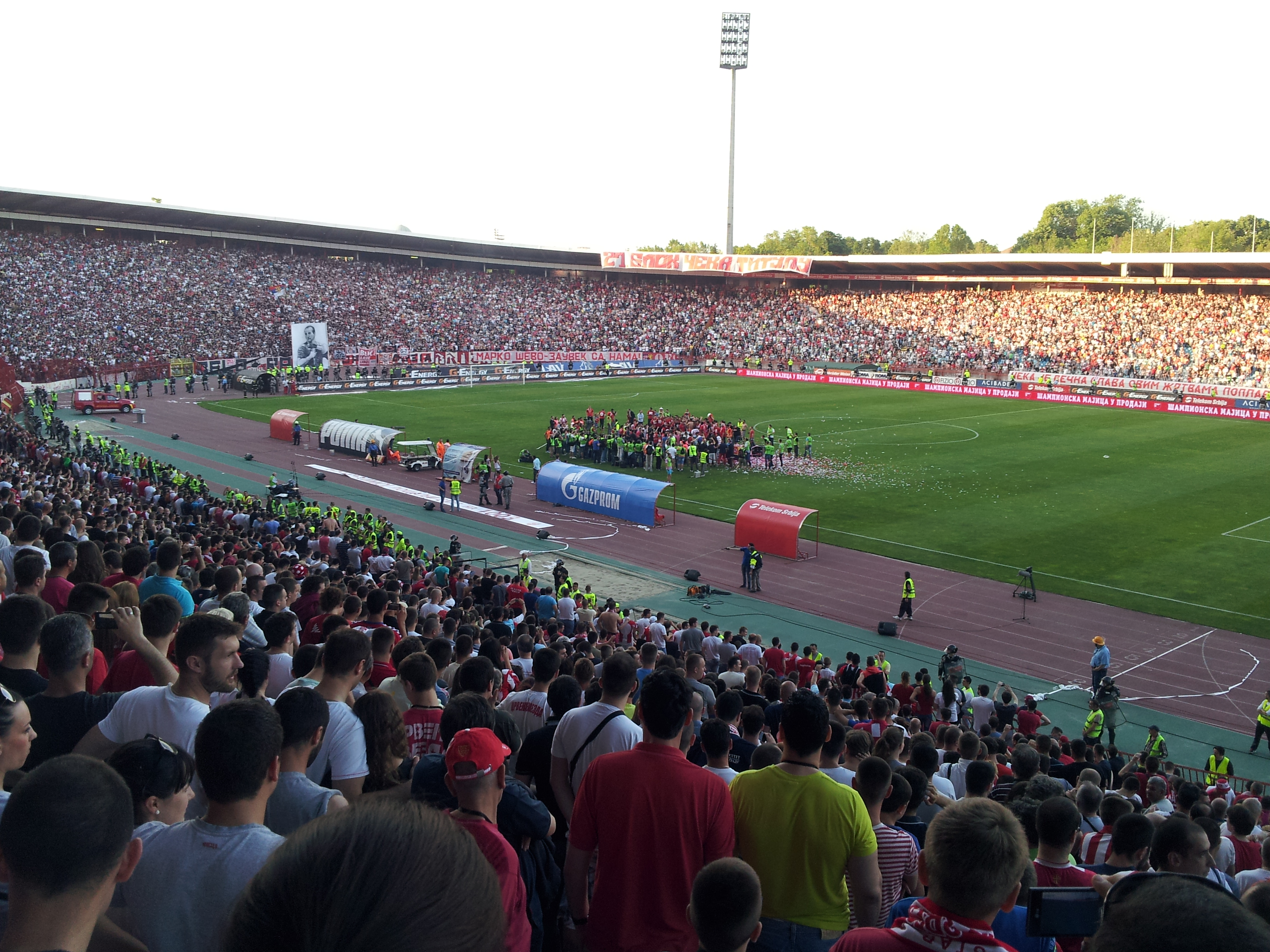
Гравці «Црвени Звезди» святкують чемпіонство 2013/14 років.

Влітку 2013 року в клуб прибуло велике підсилення і бажання повернутися на вершину вітчизняного футболу було очевидним. Окрім нового тренера Славиши Стояновича, найгучнішим трансфером став Милош Нинкович, який здійснив свою дитячу мрію зіграти за клуб, який він любить. Хоча сезон 2013/14 стартував малообіцяюче і в першій частині сезону було зафіксовано кілька серйозних поразок, однак надалі команда грала набагато краще. Новий тренер Стоянович, незважаючи на всі проблеми в клубі, зумів витягнути зі своїх гравців максимум. У другій частині сезону було зафіксовано 13 перемог поспіль, завдяки чому «Црвені Звезді» вдалося повернутися на трон, вигравши свій перший чемпіонат на національному рівні за шість років.
Втім згодом УЄФА заборонила клубу брати участь у кваліфікаційних раундах Ліги чемпіонів УЄФА 2014/15 через порушення Правил ліцензування клубів УЄФА та фінансового фейр-плей. Заборона УЄФА мала величезні наслідки для менеджменту та фінансової стабільності «Црвени Звезди». Заборона УЄФА мала величезні наслідки для менеджменту та фінансової стабільності «Црвени Звезди», тому менш ніж через два тижні після того Джаїч пішов у відставку з поста президента Црвени Звезди. Під час конференції Джаїч звинуватив УЄФА у подвійних стандартах щодо «Црвени Звезди»: «УЄФА та ФІФА не дотримуються однакових стандартів для всіх. Я не розумію, чому немає рівня A, B або C, тому що не можна порівнювати „Црвену Звезду“ та „Реал“. Хіба „Манчестер Юнайтед“ не грає з 500 мільйонами євро боргів? Коли я прийшов, я побачив борг у 50 мільйонів євро і поставив собі за мету перервати домінування іншого клубу — „Партизана“. І за чиї гріхи я зараз розплачуюся? І щоразу платити УЄФА три-чотири мільйони євро. Що це за чесна гра в країні, де такі стандарти?». Після того, як адміністративний комітет «Црвени Зірка» провів вибори 10–11 грудня 2014 року, клуб призначив безальтернативного кандидата Светозара Міяйловича президентом клубу, а Звездан Терзич обійняв посаду генерального директора. На тому ж засіданні правління вирішило офіційно назвати стадіон «Црвени Зведи» Стадіоном Райко Митича.

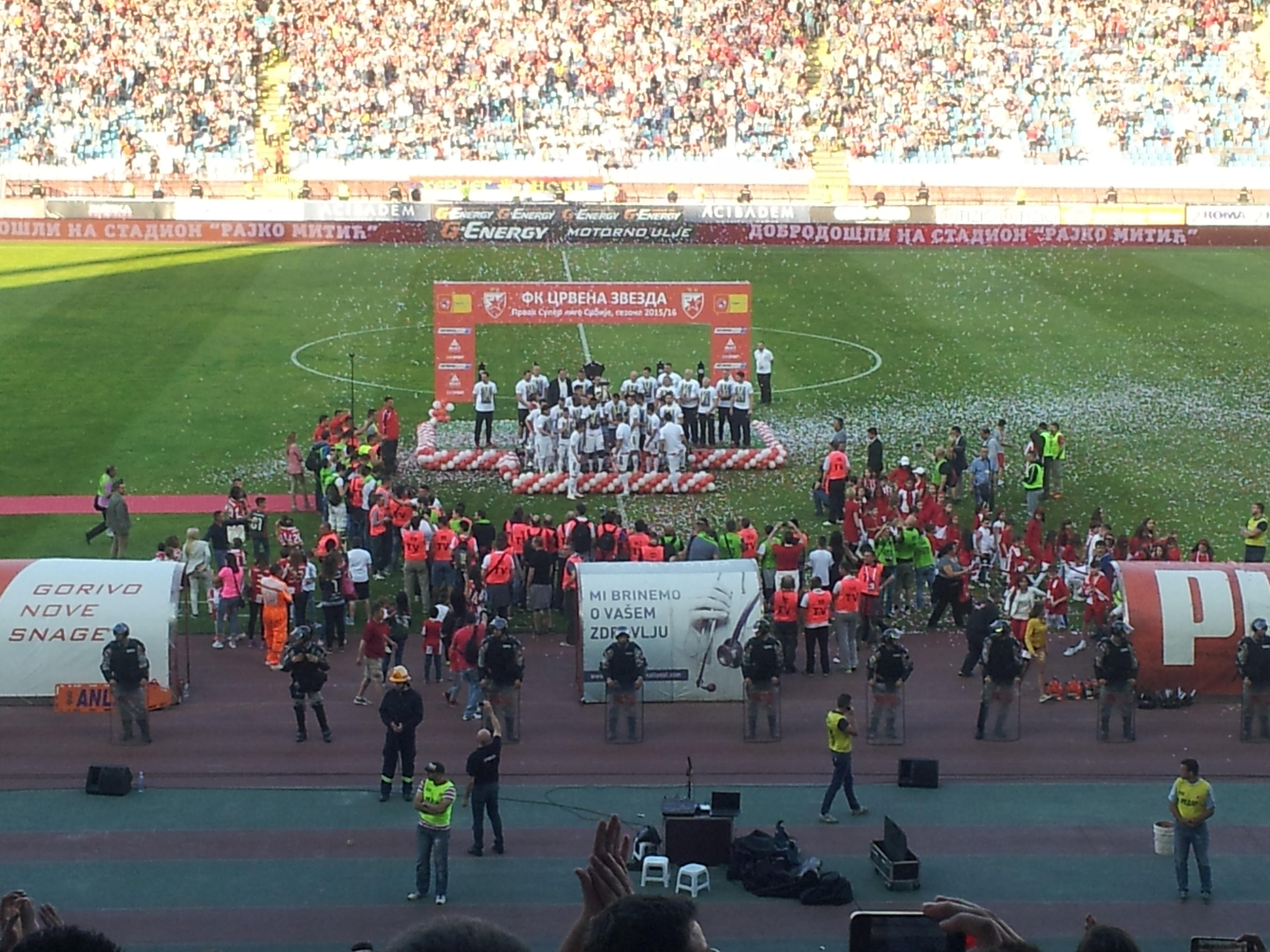
Гравці «Црвени Звезди» святкують чемпіонство 2015/16 років.

У червні 2015 року Міодраг Божович очолив «Звезду» після відставки Ненада Лалатовича і під його керівництвом у сезоні 2015/16 було виграно 27-ий національний чемпіонський титул. Завдяуи цьому команда отримала право зіграти у кваліфікації Ліги чемпіонів. У другому раунді белградці пройшли мальтійську команда «Валлетта», але у третьому не змогли впоратись з болгарською командою «Лудогорець», де в першому матчі на виїзді команди зіграли внічию 2:2, а вдома «Звезда» програла 2:4. «Звезда» вилетіла до плей-оф Ліги Європи, потріпивши на італійське «Сассуоло». У першому матчі в Італії господарі розгромили суперника з рахунком 3:0, а у другому команди розійшлись миром — 1:1, таким чином белградці завершили змагання в Європі. В результаті вже на початку серпня Божович подав у відставку зі своєї посади, яку керівництво клубу не прийняло і надалі робота тренера з командою виявилася успішною і в сезоні 2015/16 «Црвена» здобула чемпіонський титул.

#### Стабілізація та повернення до єврокубків (2017–дотепер)
5 червня 2017 року «Црвена Звезда» офіційно представила Владана Милоєвича новим тренером і Митара Мркелу новим спортивним директором. Того ж літа «Црвена Звезда» пройшла чотири кваліфікаційні раунди й нарешті кваліфікувалася до групового етапу Ліги Європи 2017/18 вперше за десять років. У групі H з «Арсеналом», «Кельном» і БАТЕ «Црвена Звезда» посіла друге місце після «Арсеналу», вийшовши в плей-оф будь-якого турніру під егідою УЄФА вперше за 25 років. Кампанію «Црвена Звезда» в Лізі Європи 2018 року завершила в 1/8 фіналу після вибуття від московського ЦСКА, де «Звезда» вдома зіграла внічию, а на виїзді зазнала поразки 1:0.

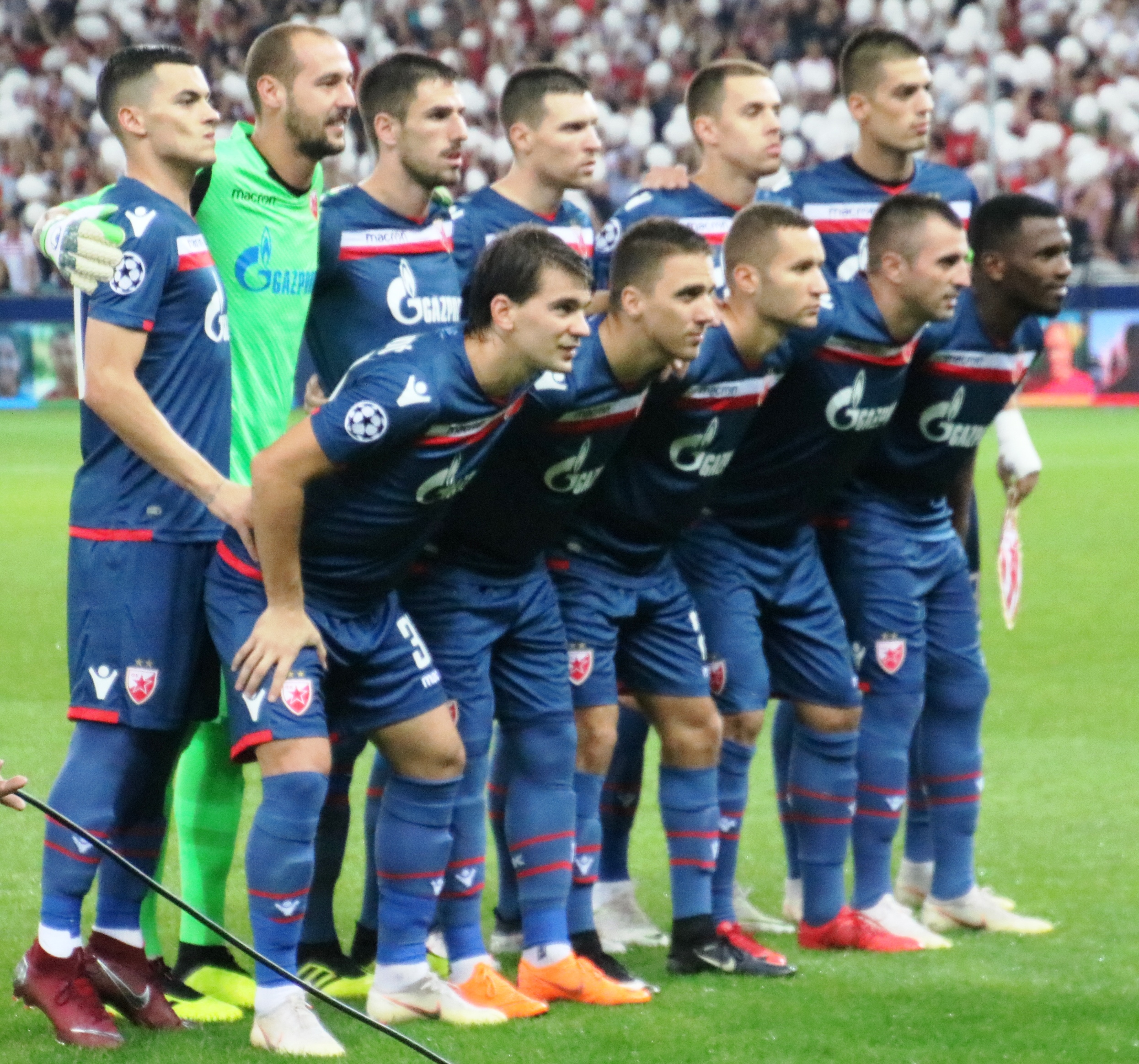
«Црвена Звезда» перед матчем Ліги чемпіонів проти «Ред Булла». 29 серпня 2018 року

У наступному сезоні «Црвена Звезда» знову пройшла чотири кваліфікаційні раунди, цього разу пройшовши до групового етапу Ліги чемпіонів УЄФА 2018/19, вперше відтоді, як змагання існує під такою назвою. У групі C белградці олопинились у «групі смерті» з «Парі Сен-Жерменом», «Ліверпулем» і «Наполі». Груповий етап запам'ятався тим, що «Црвена Звезда» зіграла вдома нульову нічию проти «Наполі», а ще більшим успіхом стала перемога над «Ліверпулем» з рахунком 2:0 завдяки дублю Милана Павкова, оскільки згодом ліверпульський клуб у тому сезоні виграв Лігу чемпіонів.
5 травня 2019 року «Црвена Звезда» обіграла «Младост» з рахунком 1:0, вигравши чемпіонат другий сезон поспіль під керівництвом Мілоєвича та 29-й раз в історії клубу. Через кілька днів асамблея Футбольної асоціації Сербії офіційно визнала титул «Црвени Зведи» у чемпіонаті Соціалістичної Республіки Сербія 1946 року, яка не включала команди з Воєводини, де проходив окремий чемпіонат.. У результаті офіційна кількість національних титулів «Црвени Звезди» збільшилася з 29 до 30, тому над емблемою клубу була додана третя зірка. Згодом «Црвена Звезда» пройшла чотири кваліфікаційні раунди і вдруге поспіль вийшла до групового етапу Ліги чемпіонів УЄФА 2019/20 , де вона грала в групі B з мюнхенською «Баварією», «Тоттенгемом» і «Олімпіакосом». Втім як і минолого разу, «Црвена Звезда» знову посіла останнє місце в групі, здобувши лише одну домашню перемогу над грецьким клубом і програвши усі інші п'ять матчів.
21 грудня 2019 року тренерський штаб «Црвени Звезди» очолив Деян Станкович, який змінив на лаві запасних Владана Милоєвича після його рішення покинути клуб. «Црвена Звезда» продовжувала домінувати в сербській лізі і у сезоні 2019/20, вигравши турнір, але він був затьмарений скандалами через суддівські рішення. Так 14 вересня 2019 року «Црвена Звезда» обіграла «Інджію» з рахунком 2:1, але лише після двох пенальті на 88-й та 90-й хвилинах. При цьому перший пенальті був помилкою арбітра, оскільки фол був скоєний за межами штрафного майданчика. Митар Мркела визнав, що перший пенальті не слід було призначати, заявивши, що «Црвена Звезда виступає за термінове впровадження технології VAR у лізі.
Після цього Станкович у наступних двох сезонах вигравав «золотий дубль», і вигравши титул чемпіона Сербії за чотири тури до кінця сезону 2020/21, «Црвена Звезда» вперше в історії виграла чотири чемпіонські титули поспіль, при цьому Мілан Борян, Марко Гобельїч, Милан Родич, Ель-Фарду Бен-Набуан, Річмонд Боак'є і Бранко Йовичич виступали в кожному з цих чотирьох чемпіонатів. Також «Црвена Звезда» встановила світовий рекорд за кількістю очок, набраних за один сезон, набравши 108 очок (35 перемог і 3 нічиїх у 38 іграх). Також ж «Црвеною Звездою» Станкович показав високі результати і в єврокубках. За час його роботи «Звезда» двічі грала в Лізі Європи і обидва рази виходила в плей-оф. У Лізі Європи 2020/21 «Звезда» поступилася у 1/16 фіналу «Мілану» лише через правило виїзного голу, а у наступному раунді в групі з «Брагою», «Мідтюлланном» і «Лудогорцем» сербська команда стала першою, вийшоівши одразу до 1/8 фіналу, де її суперником став шотландський «Рейнджерс». «Црвена Звезда» виграла вдома 2:1, а в гостях була розбита 0:3, вилетівши таким чином з турніру, а шотландці в підсумку дійшли до фіналу Кубку.
26 серпня 2022 року після поразки від «Маккабі» з Хайфи в плей-офф Ліги чемпіонів Станковича на тренеській лаві змінив Милош Милоєвич.

### Герби клубу
|           |           |           |           |        |
| 1945–1950 | 1950–1995 | 1995–2011 | 2011–2019 | з 2019 |

## Досягнення

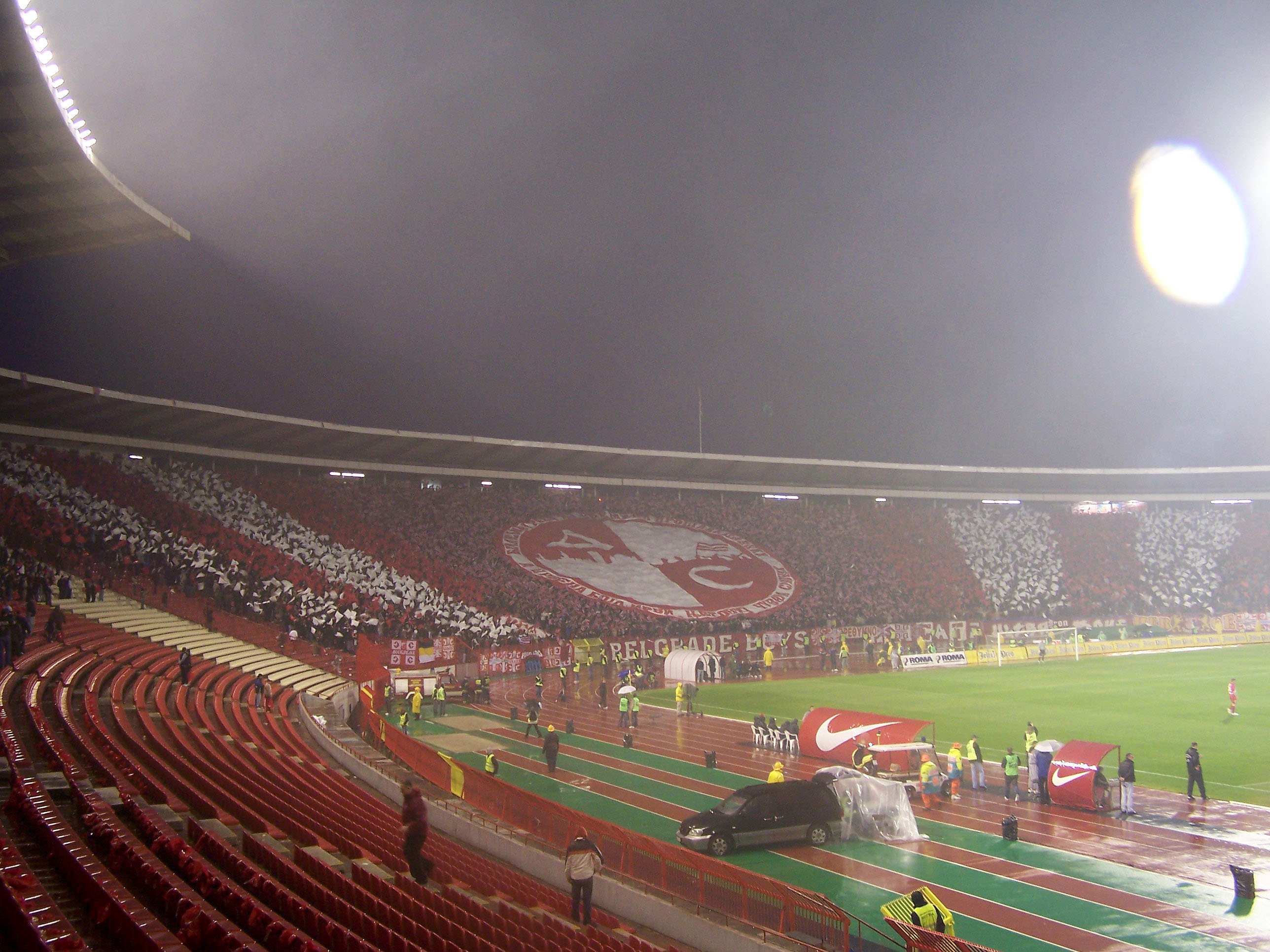
Фанати Звезди на домашньому стадіоні.

### Національні

#### Чемпіонати
- Чемпіонат Югославії:
  -  Золотий призер (19): 1951, 1952–1953, 1955–1956, 1956–1957, 1958–1959, 1959–1960, 1963–1964, 1967–1968, 1968–1969, 1969–1970, 1972–1973, 1976–1977, 1979–1980, 1980–1981, 1983–1984, 1987–1988, 1989–1990, 1990–1991, 1991–1992
  -  Срібний призер (9): 1948–1949, 1950, 1952, 1960–1961, 1971–1972, 1977–1978, 1981–1982, 1985–1986, 1988–1989
  -  Бронзовий призер (7): 1946–1947, 1953–1954, 1964–1965, 1973–1974, 1974–1975, 1978–1979, 1986–1987

- Чемпіонат СР Югославія:
  -  Золотий призер (3): 1994–1995, 1999–2000, 2000–2001
  -  Срібний призер (7): 1992–1993, 1993–1994, 1995–1996, 1996–1997, 1997–1998, 2001–2002, 2002–2003
  -  Бронзовий призер (1): 1998–1999

- Чемпіонат Сербії та Чорногорії:
  -  Золотий призер (2): 2003–2004, 2005–2006
  -  Срібний призер (1): 2004–2005

- Чемпіонат Сербії:
  -  Золотий призер (11): 2006–2007, 2013–2014, 2015–2016, 2017–2018, 2018–2019, 2019–2020, 2020–2021, 2021–2022, 2022–2023, 2023–2024, 2024–2025
  -  Срібний призер (7): 2007–2008, 2009–2010, 2010–2011, 2011–2012, 2012–2013, 2014–2015, 2016–2017
  -  Бронзовий призер (1): 2008–2009

#### Кубки
- Кубок Югославії:
  -  Володар (12): 1948, 1949, 1950, 1958, 1959, 1964, 1968, 1970, 1971, 1982, 1985, 1990
  -  Фіналіст (7): 1952, 1954, 1973, 1980, 1984, 1988, 1991

- Кубок СР Югославія:
  -  Володар (7): 1993, 1995, 1996, 1997, 1998-1999, 1999–2000, 2001–2002
  -  Фіналіст (2): 1992, 2000–2001

- Кубок Сербії і Чорногорії:
  -  Володар (2): 2003–2004, 2005–2006
  -  Фіналіст (2): 2002–2003, 2004–2005

- Кубок Сербії:
  -  Володар (8): 2006–2007, 2009–2010, 2011–2012, 2020–2021, 2021–2022, 2022–2023, 2023–2024, 2024–2025

### Міжнародні

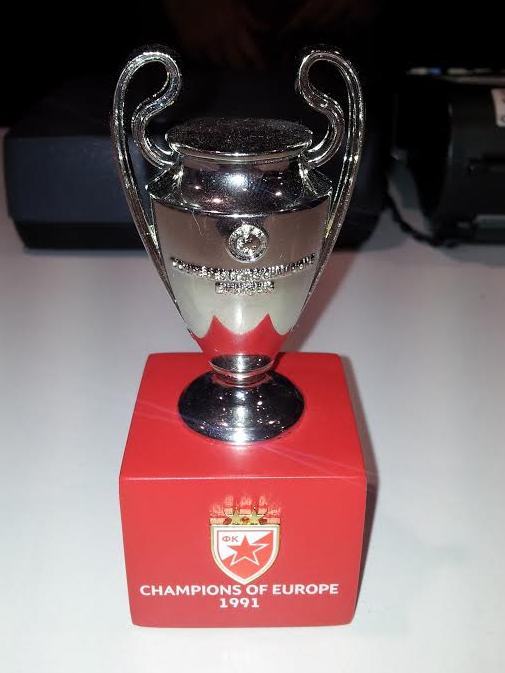
Сувенірна міні-копія Кубка європейських чемпіонів, виграного белградцями у фіналі 1991 року.

- Кубок європейських чемпіонів / Ліга чемпіонів
  -  Золотий призер (1): 1991
- Кубок УЄФА / Ліга Європи
  -  Срібний призер (1): 1979
- Суперкубок УЄФА
  -  Фіналіст (1): 1991
- Міжконтинентальний кубок
  -  Володар (1): 1991
- Кубок Мітропи
  -  Володар (2): 1958, 1968

## Статистика виступів клубу в міжнародних євротурнірах
| Турнір                                             | М   | В   | Н  | П   | ГЗ  | ГП  |
| -------------------------------------------------- | --- | --- | -- | --- | --- | --- |
| Кубок Європейських чемпіонів / Ліга чемпіонів УЄФА | 151 | 70  | 33 | 48  | 278 | 203 |
| Ліга Європи УЄФА / Кубок УЄФА                      | 159 | 68  | 42 | 49  | 244 | 196 |
| Кубок Кубків УЄФА                                  | 34  | 12  | 10 | 12  | 64  | 43  |
| Суперкубок УЄФА                                    | 1   | 0   | 0  | 1   | 0   | 1   |
| Міжконтинентальний кубок                           | 1   | 1   | 0  | 0   | 3   | 0   |
| Всього                                             | 346 | 151 | 85 | 110 | 589 | 443 |
| Кубок Мітропи                                      | 39  | 17  | 7  | 15  | 71  | 58  |
| Кубок ярмарків                                     | 21  | 9   | 2  | 10  | 32  | 29  |
| Кубок Інтертото                                    | 6   | 3   | 1  | 2   | 15  | 15  |
| Всього                                             | 66  | 29  | 10 | 27  | 118 | 102 |
| Загалом                                            | 412 | 180 | 95 | 137 | 707 | 545 |

Останнє оновлення: 23 серпня 2022

## Склад команди
Станом на 20 серпня 2024
| №  | Поз. | Нац.           | Гравець                         |
| -- | ---- | -------------- | ------------------------------- |
| 1  | ВР   | Сербія         | Марко Ілич                      |
| 3  | ЗХ   | Австралія      | Мілош Дегенек                   |
| 4  | ПЗ   | Чорногорія     | Мирко Іванич                    |
| 5  | ЗХ   | Сербія         | Урош Спаїч                      |
| 6  | ПЗ   | Південна Корея | Хван Ін Пом                     |
| 7  | ПЗ   | Сербія         | Йован Шливич                    |
| 8  | ПЗ   | Габон          | Гелор Канга                     |
| 9  | НП   | Сенегал        | Шеріф Ндіай                     |
| 10 | ПЗ   | Сербія         | Александар Катаї (віце-капітан) |
| 14 | НП   | Нігерія        | Пітер Олаїнка                   |
| 15 | ЗХ   | Сербія         | Неманья Стоїч                   |
| 17 | НП   | Бразилія       | Бруно Дуарте да Сільва          |
| 18 | ВР   | Ізраїль        | Омрі Глазер                     |
| 19 | НП   | Панама         | Хосе Луїс Родрігес              |
| 21 | ПЗ   | Словенія       | Тімі Макс Елшнік                |
| 22 | ПЗ   | Гвінея-Бісау   | Далціо Гомес                    |
| 23 | ЗХ   | Сербія         | Милан Родич                     |

| №  | Поз. | Нац.           | Гравець             |
| -- | ---- | -------------- | ------------------- |
| 24 | ЗХ   | Буркіна-Фасо   | Нассер Джига        |
| 25 | ЗХ   | Сербія         | Стефан Лекович      |
| 27 | НП   | Ангола         | Фелісіу Мілсон      |
| 31 | НП   | Сербія         | Урош Сремчевич      |
| 32 | ПЗ   | Сербія         | Лука Ілич           |
| 33 | ЗХ   | Словенія       | Ваня Дркушич        |
| 37 | ПЗ   | Сербія         | Владимир Лучич      |
| 39 | ЗХ   | Сербія         | Андрей Джурич       |
| 41 | ПЗ   | Сербія         | Нікола Кнежевич     |
| 44 | ЗХ   | Сербія         | Велько Мілосавлевич |
| 55 | ПЗ   | Сербія         | Андрія Максимович   |
| 66 | ЗХ   | Південна Корея | Соль Йон-ву         |
| 70 | ЗХ   | Сербія         | Огнєн Мімович       |
| 73 | ПЗ   | Росія          | Єгор Пруцев         |
| 77 | ВР   | Сербія         | Іван Гутеша         |
| 91 | НП   | Сербія         | Лазар Йованович     |

## Відомі гравці
- Драган Джаїч
- Драган Канатларовський
- Мілко Джуровський
- /  Мар'ян Маркович
- Дарко Панчев
- /  Іван Гвозденович
- Бранимир Субашич
- Ілія Найдоський

## Тренери
- Милян Милянич (1966—1974)
- Славолюб Муслин (1999—2001)
- Славолюб Муслин (2003—2004)
- Вальтер Дзенга (2005—2006)
- Бошко Джуровський (2007)